# Jens Magnussen

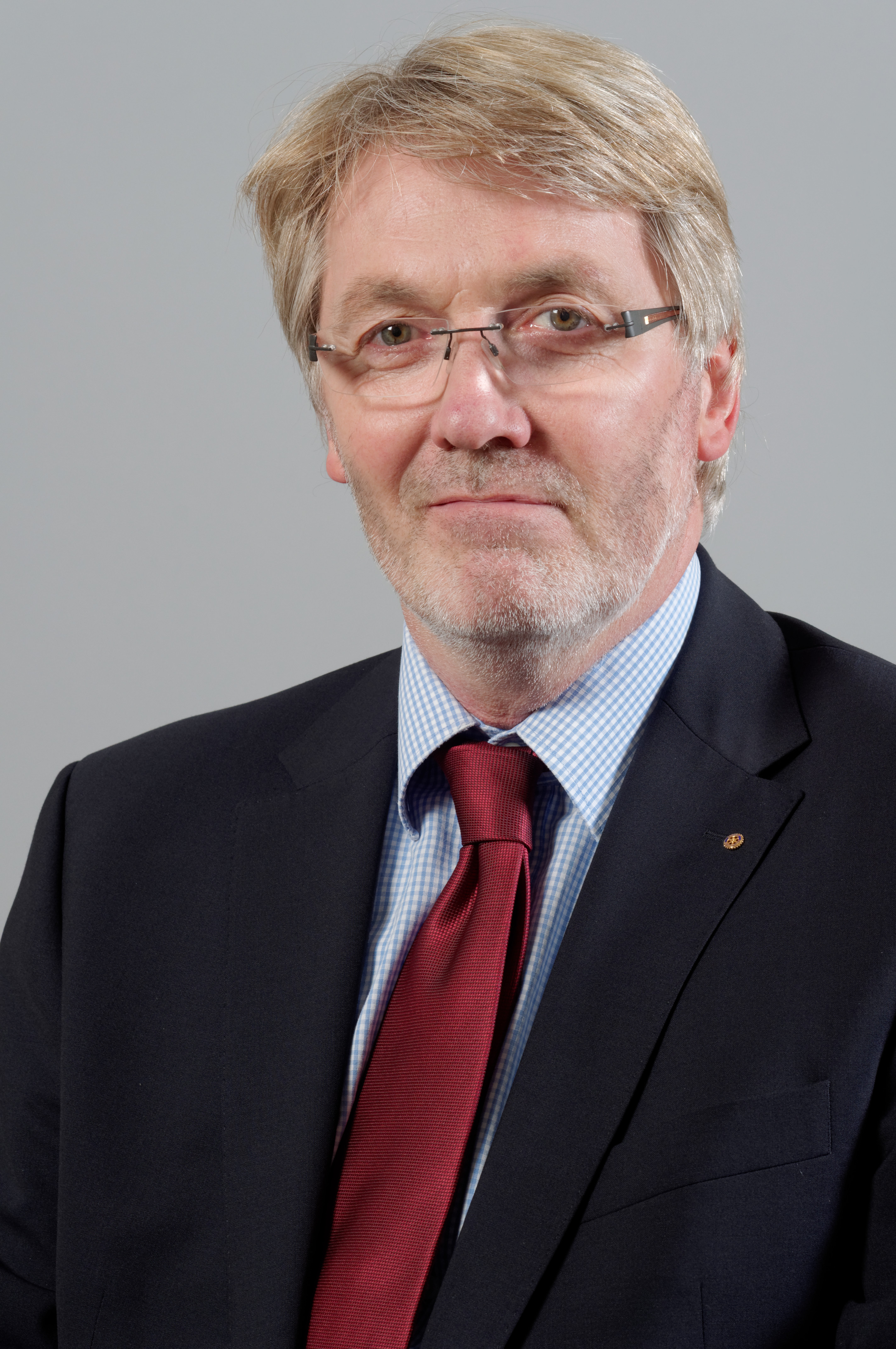
Jens Magnussen (2013)

Jens-Christian Magnussen (* 12. Februar 1956 in Brunsbüttelkoog) ist ein deutscher Politiker der CDU.

## Leben und Beruf
Nach der Mittleren Reife 1973 an der Boje-Realschule in Brunsbüttel absolvierte Magnussen bis 1975 eine Lehre zum Elektroinstallateur auf der Hugo Peters Werft in Wewelsfleth. Anschließend war er in einem Installationsbetrieb in Brunsbüttel tätig. Von 1977 bis 1979 besuchte Magnussen die Fachschule für Elektrotechnik/Elektronik in Meldorf, die mit der Eignungsprüfung zum Ausbilder beendete. Danach arbeitete Magnussen als Anlagenführer in einem Chemieunternehmen und ab 1980 als technischer Angestellter in einem Installationsbetrieb. 1981 wechselte er als technischer Angestellter zu einem Ingenieurbüro. Seit 1990 ist Magnussen selbständig mit einem Planungsbüro für Elektrotechnik. 2000 legte er die Prüfung zum Meister im Elektrotechnikhandwerk vor der Industrie- und Handelskammer zu Flensburg ab.
Jens Magnussen ist verheiratet und hat zwei Söhne.

## Politik
1995 ist Magnussen in die CDU eingetreten.
Magnussen gehörte von 1998 bis 2005 und 2008 bis 2013 dem Rat der Stadt Brunsbüttel an und war dort bis 2005 stellvertretender Fraktionsvorsitzender der CDU-Ratsfraktion.
Von 2003 bis 2008 war er Ortsbeiratsvorsitzender in Westerbüttel/Osterbelmhusen.
2005 war er Kreisvorsitzender in Dithmarschen.

## Abgeordneter
Von 2005 bis 2017 war Magnussen für 3 Wahlperioden als direkt gewählter Abgeordneter des Landtagswahlkreises Dithmarschen-Süd Mitglied des Landtages von Schleswig-Holstein. Bei der Landtagswahl 2005 erreichte er 51,4 %, bei der Landtagswahl 2009 40,4 % und bei der Landtagswahl 2015 42,4 % der Erststimmen. In der CDU-Landtagsfraktion war er seit 2009 energiepolitischer Sprecher.
2017 schied er aus dem Landtag aus.

## Sonstiges
Von 1996 bis 2003 war Magnussen 1. Vorsitzender eines Sportvereins mit 600 Mitgliedern.